# 布氏海豬魚
布氏海豬魚（学名：Halichoeres bleekeri），又名白氏海豬魚、柳冷仔、布氏儒艮鯛，为輻鰭魚綱鱸形目隆頭魚亞目隆頭魚科海豬魚屬下的一个种，分布於西太平洋區，從日本至菲律賓海域，體長可達12.2公分，生活習性不明。